# Гагуата
Гагуа́та, также Гагуаевы (осет. Гагуатæ) — представители одного из высших сословий Дигории, феодалы Донифарсской общины. По своему социальному статусу были равны с царгасатами, но стояли ниже баделят. Гагуата заключали браки между собой, с царгасатами, женились на девушках из семей баделят, кабардинских и балкарских феодалов.

## Происхождение
Нет единого мнения относительно этнической принадлежности гагуат. Народные предания выводят происхождение Гагу и его брата Сата из Балкарии. Графиня Прасковья Уварова в своих «Путевых заметках» указала на греческое происхождение родоначальника донифарсских феодалов.
Одно из преданий называет предком Гагу Дигорхана, у которого был сын Дигор-Камболат, внук Гормон, а у последнего три сына: Гулон, Дигор-Аргац и Гагуа. У Дигор-Аргаца — сын Дзамболат, а у Дзамболата два сына: Астан и Дзапар, от которого, согласно этому преданию, происходят грузинские князья Джапаридзе.

## История
Со второй половины XIX века и в первые годы после революции 1917 г. Осетию покинули многие представители привилегированных фамилий. Из Дигорского общества выехало 35 семей из 81, в том числе 2 из 11 семей гагуат: в Турцию переселились Есе Кануков с братьями, а также братья Асеевы — прапорщик Мисост, Курман и Созо.

## Генеалогия
Браки у гагуат заключались преимущественно с аристократией Тапан-Дигорского и Стур-Дигорского обществ Осетии, а также с балкарскими княжескими фамилиями, благодаря близкому соседству с Черекским обществом Балкарии, тесным культурным и бытовым контактам населения обоих ущелий. Известны браки с таубиями Абаевыми, Айдаболовыми, Темиркановыми, Суюнчевыми, Шакмановыми, Соттаевыми и др.

### Фамилии
От четырех сыновей Гагу происходят фамилии Кабановых, Кобегкаевых, Найфоновых и Хорановых. Кобегкаевы разделились на Ельбиевых, Алиевых и Кобегкаевых. Фамилия Найфоновых интересна тем, что разделяется на две ветви — носители одной из них именуются Асеевыми, а другой — Майрамсаовыми. Но ни то, ни другое имя (Асе, Майрамсау) в родословной этих фамилий не встречается.
На свое происхождение из гагуат указывала также еще одна фамилия в Донифарсском обществе — Санпиевы (Левановы). Они проживали в Лезгоре, их галуан находился в центре аула. Часть фамилии Левановых в начале XX века переселилась в Турцию.